# Cieśnina San Juanico
Cieśnina San Juanico – cieśnina na Filipinach; łączy morze Samar z zatoką Leyte; oddziela wyspy Leyte i Samar; długość 37 km; szerokość 2-5 km.
Ponad cieśniną przebiega most San Juanico o długości 2162 m.
U południowego wejścia do cieśniny na wyspie Leyte leży miasto Tacloban.